# Zukunftsethik
Die Zukunftsethik hat die Verantwortbarkeit des Handelns (Ethik, Moral) hinsichtlich ihrer Folgen insbesondere für kommende Generationen zum Inhalt und beschäftigt sich insofern speziell mit Themen, die langfristige und nicht ohne weiteres vorhersehbare Auswirkungen für Mensch, Gesellschaft und Natur haben. Ökologie, Medizin, Gentechnik, aber auch wirtschaftliches oder politisches Handeln (siehe auch Globalisierung) sehen sich in diesem Sinne mehr und mehr zukunftsethischen Fragestellungen gegenübergestellt. Nach der Katastrophe von Tschernobyl wurde (und wird) zum Beispiel über die Verantwortbarkeit des Einsatzes von Atomenergie und über Technikfolgenabschätzung intensiv diskutiert.
Es lassen sich Verteilungs- und verantwortungstheoretische Zukunftsethiken unterscheiden: erstere sehen das Hauptproblem der Zukunftsethik in der Frage, wie eine Anzahl von Gütern (im weitesten Sinne), die in unterschiedlichen Zeiträumen verfügbar sind, auf zu unterschiedlichen Zeiten lebende Anspruchsträger zu verteilen sind; letzte hingegen suchen eine Antwort auf die Frage, wie gegenwärtiges Handeln zu gestalten ist, dass es vor zukünftig lebenden Personen oder Generationen gerechtfertigt werden kann.

## Vertreter
Markanter Vertreter der Zukunftsethik war Hans Jonas (1903–1993), der in seinem Hauptwerk "Das Prinzip Verantwortung – Versuch einer Ethik für die technologische Zivilisation" (1979) die Verantwortbarkeit menschlicher Handlungen in Natur und Technik unter ethisch-moralischen Gesichtspunkten untersucht hat.
In Anlehnung an Immanuel Kant (1724–1804) formulierte Jonas seinen kategorischen Imperativ: "Handle so, daß die Wirkungen deiner Handlungen verträglich sind mit der Permanenz echten menschlichen Lebens auf Erden."
Damit erklärt Jonas die "Sorge für das Sein" des Menschen zu einer ontologischen Pflicht. Dabei geht es nicht darum, moderne Technologien zu verdammen – Jonas betrachtete sie als Werk der schöpferischen Freiheit des modernen Menschen. Es ist insbesondere die "Verantwortung für Zu-Tuendes", die Jonas bei seiner Zukunftsethik im Blick hat:
"Ich bin verantwortlich mit meiner Tat als solcher (ebenso wie mit ihrer Unterlassung), und das gleichviel, ob da jemand ist, der mich – jetzt oder später – zur Verantwortung zieht. Verantwortung besteht also mit oder ohne Gott, und natürlich erst recht ohne einen irdischen Gerichtshof. Dennoch ist sie, außer für etwas, die Verantwortung vor etwas – einer verpflichtenden Instanz, der Rechenschaft zu geben ist. Diese verpflichtende Instanz, so sagt man wohl, wenn man an keine göttliche mehr glaubt, ist das Gewissen."
Ein weiterer wichtiger Theoretiker einer Zukunftethik ist Dieter Birnbacher (* 1946), dessen Vorschlag einer Zukunftsethik in seinem Buch "Verantwortung für zukünftige Generationen", entgegen der von Hans Jonas, utilitaristisch fundiert ist.
Der Seinsphilosoph Heinrich Beck (1929–2024) hat Das Prinzip Verantwortung von Hans Jonas und Das Prinzip Hoffnung von Ernst Bloch (1885–1977) durch Das Prinzip Liebe (2018) vereint:
„Damit profiliert sich der Begriff von „Liebe“, der in der Hoffnung und im Verantwortungsbewußtsein lebt: Sie besagt nicht nur ein Gefühl, sondern vor allem eine bewußte, auf das Gute ausgerichtete Haltung, die sich in Handlungen verwirklicht.“